# 小人 (伝説の生物)
小人（こびと）とは、世界各地の伝承に登場する小型の人間、または人間に近い容姿を持つ神や精霊、妖精などをさす。
侏儒（しゅじゅ）、矮人（わいじん）と記されることもある。

## 伝承・伝説の小人
日本神話ではスクナビコナ、またアイヌ神話ではコロポックルが伝説上にあらわれる小人の存在として有名である。
古代中国の伝説上の異国のひとつに小人（しょうじん）があり、小人国あるいは小人島に住んでいるとされる。

## 説話・物語の小人
日本の昔話、説話文学には一寸法師（『御伽草子』）など、小人が主人公として登場するものがある。多くの場合、結末やそれ以前の展開において体が大きくなる（一寸法師でいえば「うちでのこづち」を使い、背が大きくなっている）。『竹取物語』のかぐや姫も竹の中から見つけ出された時は、3寸ばかりの小さな女の子であったと描写されているが、竹から出された後は成長をしている。
『グリム童話』には白雪姫を家に住まわせてやる登場人物として森の中に棲む「7人の小人」（Sieben Zwerge、ツヴェルク、英語ではドワーフ）が登場している。グリム童話では決定版の第7版で全211話中24話に小人が登場する。小人の種類は大別すると前述のドワーフのほかにメンヒェン（Männchen）やメンライン（Männlein）があり、これは直訳すると「小さな男」である。また、「小人の靴屋」の原題になっているヴィヒテルメナー（Wichtelmänner）はヴィヒテル（Wichtel）とメナー（Männer、Mannの複数形）で直訳すると「小人たち」となる。
アイルランドの作家ジョナサン・スウィフトによる小説『ガリヴァー旅行記』に登場する小人の国「リリパット」（Lilliput）の住人は広く知られている。西欧のファンタジー作品などでは「リリパット」という名称で小人が登場している。日本では「リリパット」はドラゴンクエストシリーズのモンスターとして登場している（ドラゴンクエストのモンスター一覧#怪人系参照）。

## 妖精としての小人
西欧に伝わるフェアリー（fairy）には様々な種類の姿があるが、その一つとして「ごく小さい妖精」「小妖精」（Diminutive fairies）というものがあり、花やキノコの上に乗るくらいの大きさをしている。イングランドではそのような小さな妖精をエルフ（Elves）と呼んでおり、シェイクスピアの『夏の夜の夢』では「小さきエルフたち」という呼ばれ方を見ることが出来る。イングランドコーンウォール州では「コーンウォールの小さい人」（Small people of Cornwall）、アイルランドではレプラコーン（Leprechaun）、ドイツなどではドワーフ（Dwarf）、スカンジナビア半島ではトロール（Troll）が小人として伝えられている。
ファンタジー作品などでは、ドワーフ（Dwarves）やノーム（Gnome）は働き者で人間に対して友好的な小人の一族として登場している。

## 日本における小人
明治・大正時代以降に幼年向けの童話作品などを通じて日本で一般的になったファンタジー作品の「小人」は、フェアリー・エルフ・ピクシーなどを指したものがほとんどを占めている。日本で現在「妖精の踊り」と翻訳されるエドヴァルド・グリーグの『抒情小曲集』第1集（1867年）第4番「Alfedans (Elves' dance)」は、昭和の前半までは「小人の踊り」と翻訳されていた。西欧においてエルフ（妖精）が小人のすがたをとっていると捉えられていたことを踏まえての訳語である。
現代の日本では、医学用語としての「小人症」はマスメディアや医療現場で使用を控え言い換える傾向にある（小人症#定義参照）。いっぽう、空想上の生物である小人については、グリム童話の原作に登場する小人は英語圏の妖精エルフとは一線を画した（ドイツ的な大地に関わる仕事をする）小人ドワーフ（小さい男）であり、ディズニー映画『白雪姫』の7人の「小人たち」は日本法人公式では「こびと」と呼称しているにもかかわらず、キャラクターイメージの影響もあって「7人の妖精」などという言い換えが散見される。
「小人」という呼称の使用は商業出版物では新規に用いられることは減っているが、漫画・アニメなどの創作作品で「小人のイメージ」が登場する場合は、おとぎ話の一寸法師イメージを除けば基本的にはフェアリー的な意味合いの「小人のイメージ」が用いられることが主流である。近作では、なばたとしたかの絵本作品『こびとづかん』シリーズ（2006 - ）に登場する「コビト」は、「地球上にくらす小さな生き物で、妖精や、ちいさな人間、オバケの類ではない」とするキャラクターである。翻案作品では、イギリスの作家メアリー・ノートンのファンタジー小説『小人の冒険シリーズ』の1作目を原作とした2010年のジブリ映画『借りぐらしのアリエッティ』は「小人」という呼称を公式に使用している。

## 実在が推測された小人
インドネシアのフローレス島で2003年から2005年に発見された1万3000年 - 3万8000年前の成人と思われる遺骨7体から、今まで知られていない身長1メートル前後の骨格が見つかり、ホモ・フローレシエンシス（Homo floresiensis、フローレス人）と名づけられたが、実在した新種の人類であるのか、小人症の人類の骨格であったのか見解は分かれている（ホモ・フローレシエンシス#議論参照）。実在した新種の人類であったとすれば、伝説として語られて来た小人族は、古代においてある地域において実在していた可能性があり、それが伝承として残っていた可能性もあるといえる。